# Нападение на блокпост в Клоходже
Нападение на блокпост в Клоходже (англ. Attack on Cloghoge checkpoint) — вооружённое столкновение между силами Временной ИРА и Британской армией, произошедшее 1 мая 1992 на блокпосте PVCP-15. Южно-Арманская бригада ИРА отправила на блокпост заминированный фургон, который взорвался прямо на железной дороге. В результате взрыва серьёзно пострадали здания системы блокпоста.

## Атака
Поздним вечером 30 апреля четверо боевиков ИРА захватили в заложники семью из местечка Киллин и угнали экскаватор, который использовался для ремонта дороги M1 Дублин-Белфаст. Ещё несколько человек параллельно угнали фургон Renault Master из Дандалка и загрузили его тонной самодельной взрывчатки. Колёса переделали так, чтобы фургон мог ехать по железной дороге. Машина проехала 800 метров к северу, после чего там начали разматывать бикфордов шнур, который должен был размотаться по прибытии «Рено» к блокпосту. Чтобы не допустить внезапных переходов границы и гибели гражданских лиц, боевики установили баррикады. Часть боевиков была переодета в форму полиции Ирландии.
В 2 часа ночи фургон двинулся к блокпосту R15 по железной дороге непосредственно к трассе M1. Британский патруль из 2-го батальона Королевского полка фузилёров услышал звук, похожий на приближение поезда, и обнаружил фургон на колёсах. Тут же была поднята тревога. Фузилёр Эндрю Гранди первым оповестил о подозрительном объекте всех солдат. Он попытался путём стрельбы обезвредить взрывчатку, но это ему не удалось. К югу от блокпоста на холме другой боевик ИРА ждал прибытия фургона и вскоре отдал по рации приказ поджечь шнур. В 2:05 прогремел взрыв: здания блокпоста были почти полностью уничтожены, на воздух взлетело одно из 10-тонных строений. Гранди был убит взрывной волной на месте, ещё 23 человека были ранены. Оставшийся состав гарнизона скрылся в бункере и не пострадал при взрыве.

## Последствия
Фузилёр Дж. А. Колман был награждён лично благодарственной грамотой от командования за спасение раненых и сохранение тела погибшего Гранди. В официальном отчёте британской армии говорилось, что эта атака оказалась неожиданным, оригинальным и хорошо продуманным ходом боевиков Временной Ирландской республиканской армии. Блокпост более не восстанавливался, в нескольких милях к западу от места взрыва был построен новый блокпост стоимостью 7 миллионов фунтов стерлингов. Только после подписания Белфастского соглашения и новый блокпост был снесён.